# DHL貨物便撃墜事件
DHL貨物便撃墜未遂事件 （ディーエイチエルかもつびんげきついじけん）とは、2003年11月22日に起きたテロリストによる民間貨物機の撃墜未遂事件である。

## 当日のDHL機
- 使用機材：エアバスA300B4-203F
  - 機体記号：OO-DLL[1]
  - 運航会社：DHL

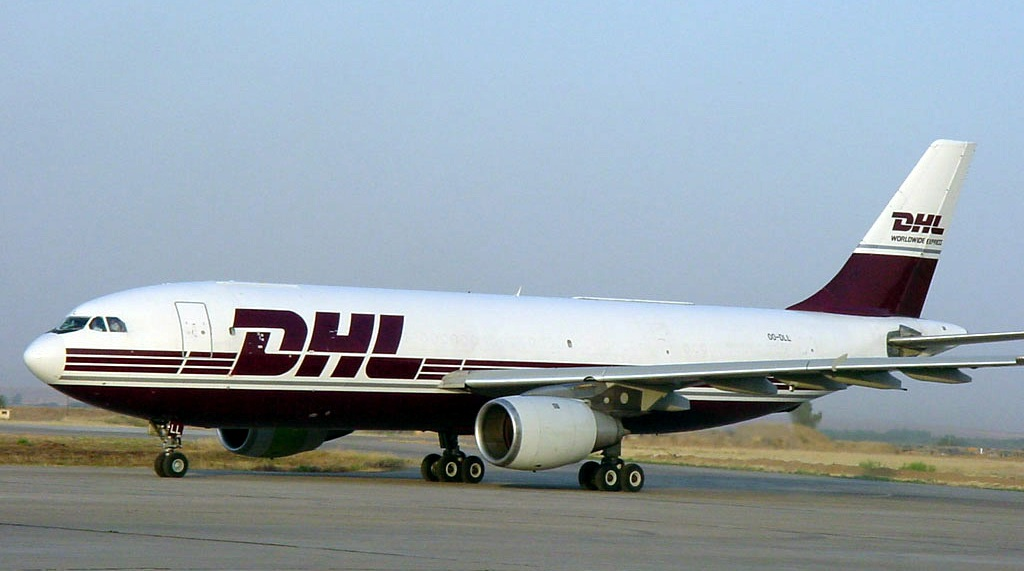
事故機のエアバスA300B4-203F

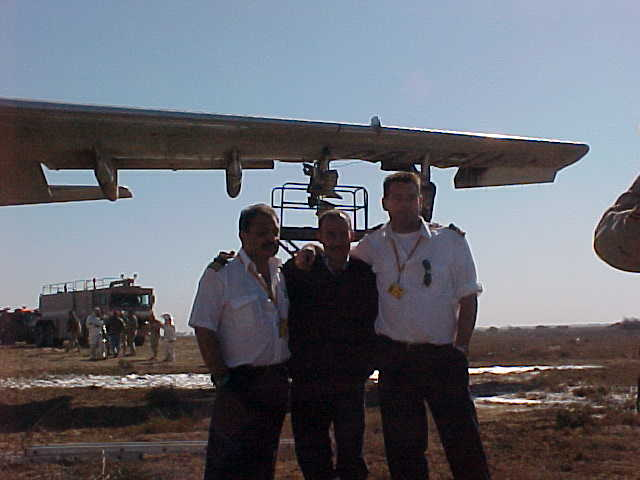
緊急着陸後の乗員

- 予定運航経路：バグダード国際空港発 バーレーン国際空港行（2往復予定）
- 運航乗務員（年齢は事件当時）[2]。
  - 機長：38歳（ベルギー出身）
  - 副操縦士：29歳（ベルギー出身）
  - 航空機関士：54歳（スコットランド出身）

機長は副操縦士よりも、総飛行時間が3300時間多く、その半分以上はA300での飛行であった。副操縦士の総飛行時間は1275時間で、航空機関士は13423時間の飛行経験があった。
- 主な積荷：駐留兵士の郵便物

## 事件発生
2003年11月22日、DHLアビエーションのエアバスA300B4-200F貨物機（ユーロビアン･エア･トランスポート所属）がイラク・バグダードを協定世界時6時30分に離陸した直後、左ウイングチップに携帯式地対空ミサイルの直撃を受けた。ダメージを受けた主翼は炎上し、油圧制御系統は全損した。離陸に際して左主翼外側の燃料タンク1Aは満タンになっていたものの、気化した燃料による爆発は起きなかった。ジェット燃料は1A燃料タンクが破壊されるにつれ、漏出していった。内側燃料タンク1にも損傷はおよび、燃料が漏出した。
同機はバグダードに引き返し、パイロットの操作のみによる2基のエンジンの推力操作で、3人の乗員は片翼の一部を失った機体を着陸させた。主翼への大きなダメージ、油圧制御系統の全損、安全な着陸速度を上回る速度、準備の整っていなかった地上滑走路といった条件にもかかわらず、無事に着陸した。
『パリス・マッチ』（Paris Match）誌のリポーターは、DHL機を攻撃したフェダイーンの民兵部隊とともにいた。同誌のジャーナリスト、サラ・ダニエルは非公開の情報源から、顔を隠した民兵がDHLのA300機に対してミサイルを発射している映像を入手したと明らかにした。ダニエルはイラクの民兵集団の特徴を調査していた。また攻撃の瞬間に立ち会ったにもかかわらず、攻撃を実行した人物に関しては不明であるとしている。

## 攻撃直後
地上からの攻撃に曝されるのをさけるため、DHL機は急速上昇を実行していた。高度約8000フィート（約2450メートル）で、9K34ストレラー3（NATO識別符号：SA-14 グレムリン）が左ウイングチップに命中した。弾頭は動翼と構造を損傷させ、火災を引き起こした。三重の油圧システムは全損して、飛行を制御することが出来なくなった。機体は1985年8月12日のJAL123便と同様、ローラーコースターさながらの急速な機首の上下動を繰り返した。
機長は、JAL123便や1989年のUA232便と同様、エンジンの推力調整のみで垂直方向、速度そして高度を修正し、両エンジンの推力を左右非対称に変えることで水平方向を制御し、機体を旋回させた。航空機関士は、通常は油圧でおこなう着陸脚下げを、重力落下で実行した。抵抗を増大させることにより速度が低下し機体を安定させることになるため、早期に着陸脚を展開することは安全な着陸にとって緊要であった。
約10分にわたる試行の間に、乗員は旋回、上昇そして下降を制御することができるようになった。迷走の後、彼らは右旋回を行い、バグダード国際空港へ向かい下降を開始した。

## 緊急着陸

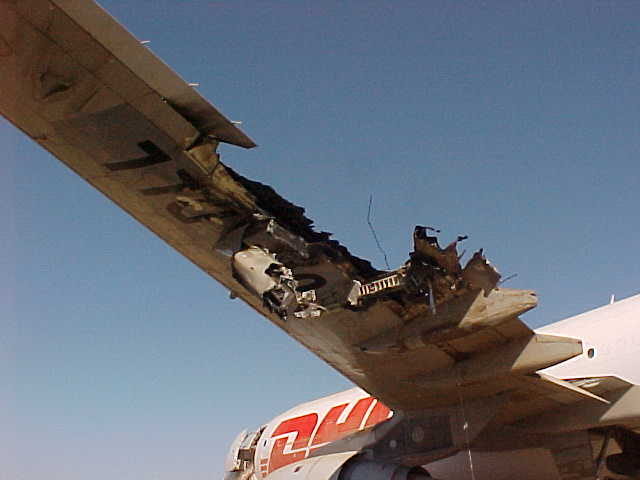
損傷を負った左主翼

左翼のダメージと燃料漏出のため、機関士はエンジンを綿密に監視しなければならなかった。生還には両翼のエンジンの正確な制御が不可欠であり、万一左翼タンクからの燃料供給が失われた際には、燃料を右翼から供給しなければならなかったからである。
機長と副操縦士は、33R滑走路への最終アプローチを開始した。視界はきわめて良好であり、機長と副操縦士は降下を制御することができた。直観に反することだが、彼らは機首や翼を激しく地面に激突させないためには、着陸前にスロットルを絞ってはいけないことを理解していた。
約400フィート（120メートル）で、乱気流により機体はバランスを崩し、右側に傾いた。推力補正によりロールは制御されていたが、機体は滑走路中央線を外れて着陸した。機関士はただちに逆噴射装置を全開にしたが、機体は滑走路から逸脱していった。その後、機体は不整地に逸走し、砂煙を巻き上げ、さらに鉄条網を引きずりながら、1,000メートルオーバーランし停止した。

## 事件後
乗員たちはヒュー・ゴードン＝バージ記念賞（Hugh Gordon-Burge Memorial Award）を受賞した。これは、機体または乗客を守るために際立った行動をした、あるいは、将来の航空安全に顕著な貢献をした航空機搭乗員に対して授与される賞である。表彰は年次で行われるが、推薦のみであったとしても顕著な名誉と見なされる。
航空安全財団は「航空安全における航空安全財団プロフェッショナリズム賞」（FSF Professionalism Award in Flight Safety）を、乗員たちの「イラク・バグダード離陸後のミサイル攻撃後に、機体を安全に着陸させた並はずれた操縦技術」に対して授与した。
2006年5月、機長はエアバス社のテストパイロット、アルマンド・ヤーコブとともに王立航空協会トゥールーズ支部において「飛行制御不可能なA300を成功裏に着陸させること」（"Landing an A300 Successfully Without Flight Controls"）と題した講演をおこなった。
事故調査委員会によると、DHL機は攻撃された後、左主翼の一部が剥がれ落ち、桁は折れる寸前の状態だったという。さらに、そこから漏れる燃料や油によって火災が発生していた。主翼と下部貨物室の深刻なダメージに加えて、地表の岩くずを吸入した2基のジェットエンジンは破滅的にひどい状態であった。OO-DLL機はすでに長年使用されてきたこともあり、登録を抹消され2度と飛行することはなく、いまもバグダードに置かれている（現在はパシフィック・アエロモーティブ・コーポレーションに所属している）。
フランス人女性ジャーナリストは『目前にいながらテロリストの行為を制止しなかった』と世界中から批判されたが、彼女は「銃を持ったテロリストに囲まれたら、誰だって恐れて止めることなんかできない」とテレビのインタビューなどでコメントした。

## 映像化
- 『メーデー!:航空機事故の真実と真相』（ナショナルジオグラフィックチャンネル）第3シーズン第2話「ATTACK OVER BAGHDAD(邦題:バグダッド上空)」でこの事件が取り上げられた。その際、類似事故であるJAL123便とユナイテッド航空232便のボイスレコーダーのオリジナル音源も合わせて放送されている。
- 『奇跡体験!アンビリバボー』（フジテレビ系列）2010年5月6日の放送で取り上げられ、実際の映像や再現ドラマが放送された。
- 『ブラマヨ衝撃ファイル 世界のコワ〜イ女たち』（TBS系列）2011年11月29日の放送で、武装集団を取材したフランス人女性ジャーナリストを取り上げた際、この事件も紹介され、実際の赤外線カメラ映像と再現映像が放送された。
- 『水トク! 世界衝撃映像100連発』（TBS系列） 2016年10月12日の放送でも、この事件が扱われ、実際の赤外線カメラ映像と再現映像が放送された。